# Daniele Marcheggiani
Daniele Marcheggiani (Davos, 21 dicembre 1967) è un attore e produttore cinematografico italiano naturalizzato svizzero.
È noto soprattutto per il ruolo di Emanuele nel film Ferite e per quello di James nel film Tracce di follia.

## Biografia
Daniele Marcheggiani nasce a Davos il 21 dicembre del 1967 da padre originario di Gubbio e da madre di San Felice Circeo. 
Si trasferisce a Lugano all'età di 2 anni. Dopo aver conseguito la maturità professionale, si dedica all'informatica che diventa la sua professione.
Si appassiona al cinema all'età di 45 anni. Si forma alla accademia Actor Zone Studio of Acting di Milano, seguito dall’actor coach Alberto Viola. Si perfeziona in seguito alla EG Actors Lab di Roma.
Esordisce come attore nel 2016 in Rimmel, un episodio pilota di una serie TV, diretta da Giulia Migliore, a cui fanno seguito nel 2017 diversi cortometraggi come Grace e l'Hikikomori di Patrick Parkietny, dove interpreta il padre della protagonista e Convivium di Arianna Casati dove interpreta un circense. È nel 2018 che inizia la sua vera carriera di attore, prendendo parte a molti cortometraggi, film per il cinema, spot TV e fiction.
A gennaio nel film Drones di Jari Brontesi, interpreta un medico, e viene presentato al cinema a Milano nel dicembre dello stesso anno. A febbraio del 2018 in The Marriage di Alessandro Urbinati veste i panni del marito di Eva Moore. A marzo viene chiamato a Roma per girare una puntata VIP di Alta infedeltà con Valeria Marini. A giugno gira come unico protagonista il cortometraggio Il sogno è destino di Sofia Fioranelli.
Nel luglio del 2018, prende parte con un piccolo ruolo alla fiction La porta Rossa (seconda stagione) in onda su Rai 2.
Sempre nel luglio del 2018 interpreta un gerente nella Serie TV Balla con Andrea Scarduzio ed il rapper Giaime per la regia di Stefano Melo e prende parte alle riprese del film Tempus Edax Rerum per la regia di Alessandro Gessaga. Ad agosto, esce al cinema in Italia Fino all'inferno di Roberto D'Antona, dove interpreta un agente speciale, distribuito in VOD su Amazon Prime Video. A settembre ha preso parte, come protagonista, al film cortometraggio La strategia del prigioniero di Gianluca Testa, in concorso al David di Donatello 2020.
Sempre a settembre nei boschi di Varese in La melodia della guerra di Francesco Castagnino, veste i panni di un partigiano di ritorno dalla seconda guerra mondiale. Termina l'anno 2018 con le riprese di Art. 640 per la regia di Matteo Ballarati e Federica Crippa, interpretando un procuratore e in The future is mine di Luca Barera interpreta il padre del protagonista. Nel gennaio del 2019 prende parte al cortometraggio Map to the Stars di Federica Crippa.
Decide quindi di dedicarsi alla produzione di un suo primo film cortometraggio. Apre quindi una casa di produzione a Lugano, la Independent Movie Productions. Chiama il regista Alessandro Gessaga, con il quale aveva già lavorato in precedenza ed inizia la loro collaborazione. Ed è proprio con il film Come l'ombra nel buio di Alessandro Gessaga, girato a Milano nell'aprile dello stesso anno, che vince diversi premi nei festival Internazionali, tra cui agli Actor Awards a Los Angeles come protagonista e due nomination ai Gold Movie Awards di Londra.
Ad agosto del 2019 il regista Roberto D’Antona con cui aveva già lavorato, lo chiama per interpretare il ruolo importante del padre di Caleb (il protagonista), nel suo film Caleb uscito al cinema in Italia nel agosto del 2020. Nel gennaio del 2020 gira il sequel di Art. 640 intitolato Terry's show per la regia di Matteo Ballarati e Fedirca Crippa, inoltre prende parte anche al film Proxima di Alessandro Urbinati.

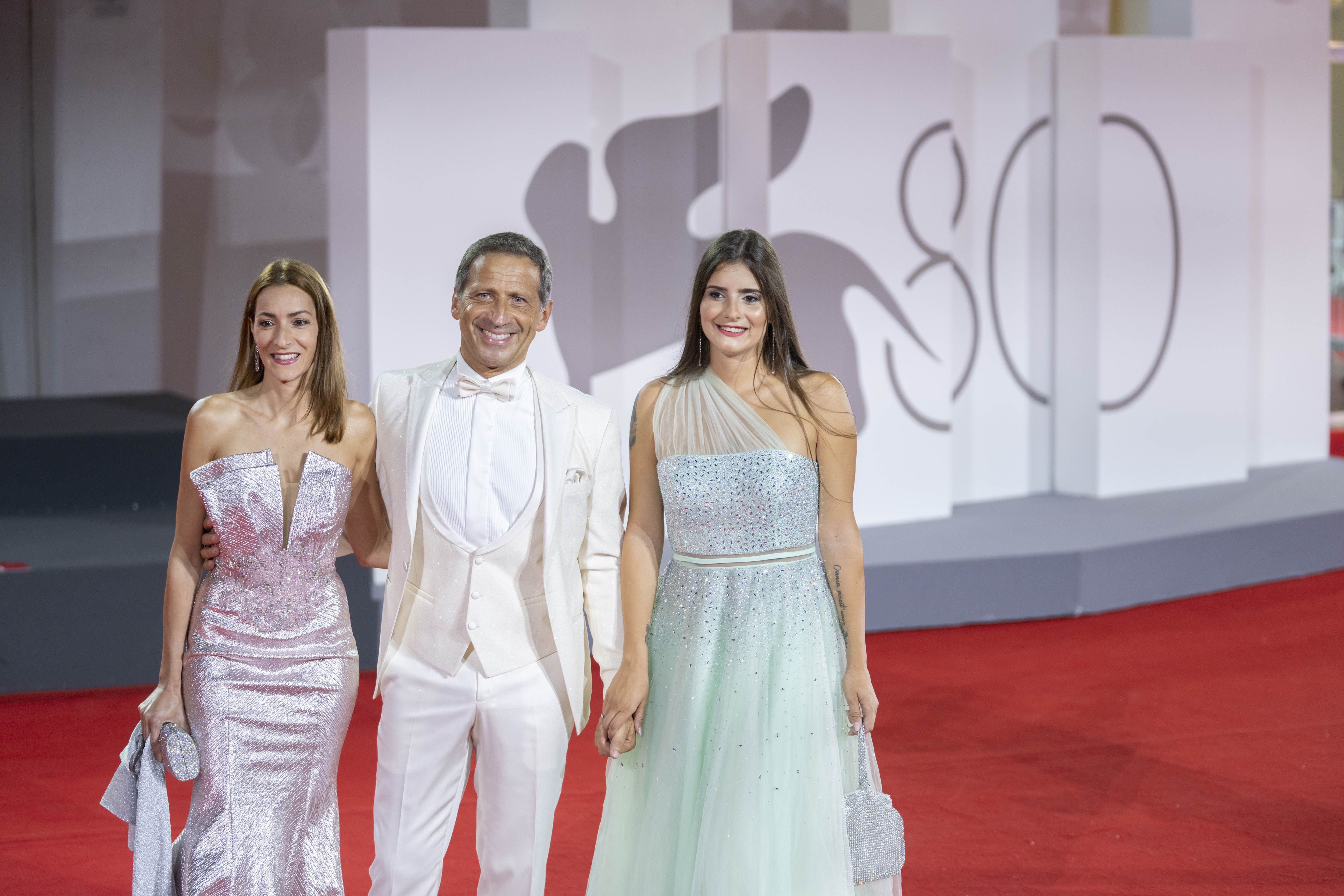
Daniele Marcheggiani con la moglie Stefania Paoletti e la figlia Veronica Marcheggiani

A febbraio 2020 si incontra con il regista Michele Di Rienzo e decidono di girare il film Tracce di follia tratto da un suo soggetto, nonostante le complicazioni dovute alla COVID-19. Appena terminato il lockdown a giugno 2020 partono le riprese. Oltre a lui che interpreta James, uno psicopatico bipolare, viene chiamato Simone Passero nei panni di Kevin e Gloria Anselmi nei panni di sua moglie Stephanie, ai quali si aggiungono Mauro Negri e Fabrizio Rocchi.
A dicembre 2020, viene chiamato dal regista Vittorio Rifranti, per interpretare il protagonista del suo nuovo film lungometraggio Ferite insieme a Camilla Tedeschi, le cui riprese si sono svolte nell'estate 2021 in Lombardia e Svizzera. Il film è stato presentato in anteprima mondiale in Germania nel ottobre 2022 al Hof International film festival ed in anteprima italiana alla 27ª edizione del Festival Capri Hollywood Contest 2022. A giugno del 2021, interpreta un sergente di polizia nella seconda stagione di Swiss Secrets, girata a Locarno. A ottobre 2022, interpreta Pietro nella serie web Fait Club del regista Ivan De Maria.
A marzo del 2023, viene chiamato dal regista Luciano Silighini per interpretare Agostino Vanelli, nel primo episodio di una serie per Amazon Prime Video intitolata Racconti Partigiani, per il quale riceve il premio "Cultura città di Saronno" per la sua interpretazione di Agostino Vanelli. Ad aprile prende parte, con un piccolo ruolo, alla serie TV Alter Ego, prodotta dalla RSI Svizzera, con protagonista Gianmarco Tognazzi.
A gennaio 2024, nel film L'incombenza delle cose ambientato negli anni 50, per la regia di Federica Crippa, interpreta il prete Don Virgilio. 
A Giugno 2025, interpreta il fantasma Jeffley in Jeffley the ghost, primo episodio pilota di una serie TV, diretta da Joaquin Mendoza. Sempre nel giugno 2025 prende parte ad altri due film: in Almost there per la regia di Ada Demirbilek interpreta Nick, un padre alle prese con i problemi della figlia Aiysha, mentre in Walking Backwards, per la regia di Branko Baldini, interpreta Giorgio.

## Vita privata
Sposato dal 2015 con Stefania Paoletti, ha una figlia Veronica Marcheggiani nata nel 1997 dal suo precedente matrimonio.

## Filmografia

### Cinema
- Fino all'inferno, regia di Roberto D'Antona (2018)
- Caleb, regia di Roberto D'Antona (2019)
- Tracce di follia, regia di Michele Di Rienzo (2021)
- Terry's show, regia di Matteo Ballarati e Federica Crippa (2022)
- Ferite, regia di Vittorio Rifranti (2022)
- L'incombenza delle cose, regia di Matteo Ballarati e Federica Crippa (2024)

### Cortometraggi
- Drones, regia di Jari Brontesi (2018)
- The Marriage, regia di Alessandro Urbinati (2018)
- Convivium, regia di Arianna Casati (2018)
- Grace e l'Hikikomori, regia di Patrick Parkietny (2018)
- Rumore bianco, regia di Gabriele Fortuna (2018)
- Il sogno è destino, regia di Sofia Fioranelli (2018)
- Il peccato originale, regia di Nicolò Novara (2018)
- Tempus Edax Rerum, regia di Alessandro Gessaga (2018)
- La strategia del prigioniero, regia di Gianluca Testa (2018)
- La melodia della guerra, regia di Francesco Castagnino (2018)
- The future is mine, regia di Luca Barera (2018)
- Art. 640, regia di Matteo Ballarati e Federica Crippa (2018)
- Maps to the stars, regia di Federica Crippa (2019)
- Come l'ombra nel buio, regia di Alessandro Gessaga (2019)
- Proxima, regia di Alessandro Urbinati (2020)
- Walking Backwards, regia di Branko Baldini (2025)
- Almost there, regia di Ada Demirbilek (2025)

### TV/WEB
- Rimmel, regia di Giulia Migliore (2017), puntata pilota
- Balla, regia di Stefano Melo (2018)
- Alta infedeltà, regia di Davide Armogida (2018)
- La porta rossa, regia di Carmine Elia (2018)
- Swiss Secrets, regia di Davide Romeo e Simone Ganser (2021)
- Fait Club, regia di Ivan De Maria (2022)
- Racconti Partigiani, regia di Luciano Silighini (2023)
- Alter Ego, regia di Erik Bernasconi e Robert Ralston Jr. (2023)
- Jeffley the Ghost, regia di Joaquin Mendoza (2025), puntata pilota

## Premi e riconoscimenti
- 2023 - premio Cultura città di Saronno
  - Miglior attore
- 2020 - Gold Movie Awards[23] (UK)
  - Finalist
- 2019 - Actors Awards Los Angeles[24] (USA)
  - Best Performance of Fest
  - Best Ensemble
- 2019 - Best Short Competition[25] (USA)
  - Award of Excellence: Actor Leading
- 2019 - New York Film Awards[26] (USA)
  - Best Actor in an Indie Film
- 2019 - TMFF - The Monthly Film Festival[27] (Scozia)
  - Best Actor
- 2019 - Bucharest ShortCut Festival[28] (Romania)
  - Best Actor